# Manuel Ponce de León
Manuel Ponce de León (Bogotá, 1 de enero de 1829-Bogotá, 19 de enero de 1899) fue un militar, cartógrafo e ingeniero civil colombiano. 
Fue profesor de cálculo, mecánica y construcción en la Escuela de Ingeniería de la Universidad Nacional de Colombia; también se desempeñó como gerente del Ferrocarril del Pacífico y subsecretario del Ministerio de Fomento y Ministro del Tesoro. 

## Biografía
En 1852 recibió el título de ingeniero civil del Colegio Militar de Bogotá, del cual fue profesor. Durante 1854 participó en la guerra para derrocar a José María Melo. Más tarde en 1858, por encargo del gobierno, levantó los planos de las Salinas de Zipaquirá, Nemocón, Tausa y Sesquilé.
Con la muerte del geógrafo Agustín Codazzi en 1859 se detuvo por completo el trabajo de la llamada Comisión Corográfica, por lo cual el gobierno de Mariano Ospina Rodríguez, para evitar que el trabajo se perdiera, celebró un contrato con Manuel María Paz y Manuel Ponce de León para la terminación y publicación de la obra realizada bajo la dirección del general Codazzi en forma de un mapa mural y un atlas de la nación. En 1861, el general Tomás Cipriano de Mosquera ratificó este encargo y suscribió un nuevo contrato con ambos.
Como resultado de este esfuerzo surgió en 1865 el Atlas de los Estados Unidos de Colombia y la Carta Geográfica de los Estados Unidos de Colombia, publicadas bajo la presidencia de Manuel Murillo Toro. Felipe Pérez, quien también había suscrito un contrato con el gobierno para la culminación de los trabajos corográficos, se encargó de redactar la Geografía General de los Estados Unidos de Colombia.
En 1866 Ponce de León se posesionó como ingeniero jefe de sección del Cuerpo de Ingenieros Nacionales del Estado Soberano de Cundinamarca. El 25 de abril de 1873 fundó, junto con los ingenieros Manuel H. Peña, Abelardo Ramos y Ruperto Ferreira, la Sociedad Colombiana de Ingenieros.
El año de su muerte (1889) fue establecido el premio Manuel Ponce de León por la Sociedad Colombiana de Ingenieros y que consiste en distinguir al alumno de la Facultad de Ingeniería de la Universidad Nacional de Colombia en Bogotá que hubiere terminado sus estudios en los periodos académicos del año inmediatamente anterior al de su adjudicación y que obtenga al graduarse la mayor de las puntuaciones iguales o superiores al 92% del máximo.